# Channa ornatipinnis
Channa ornatipinnis és una espècie de peix de la família dels cànnids i de l'ordre dels perciformes.

## Etimologia
Channa deriva del grec channe, -es (anxova) i ornatipinnis dels mots llatins ornatus, -a, -um (ornat, adornat) i pinna (aleta), en referència a la coloració cridanera de les seues aletes pectorals (les quals també s'assemblen a les de Polypterus ornatipinnis).

## Descripció
- Fa 20,5 cm de llargària màxima i presenta entre 10 i 20 taques negres i grans a les galtes (si fa no fa de la mida de la pupil·la), llavis ataronjats daurats, una vora vermella posterior a l'opercle, 5-7 franges estretes i semicirculars alternant els colors blanc i marró fosc a negre a les aletes pectorals, 3 taques a l'aleta dorsal i escates de color vermell i gris blavós amb nombrosos punts negres.
- Cap espina i 34-37 radis tous a l'aleta dorsal i cap espina i 23-24 radis tous a l'anal.
- 44-45 vèrtebres.[4][7]

## Hàbitat i distribució geogràfica
És un peix d'aigua dolça, demersal i de clima tropical, el qual viu a un petit rierol de ribes ombrejades i boscoses, i d'aigües clares i molt oxigenades del nord de l'estat d'Arakan (Myanmar).

## Estat de conservació
Podria estar afectat per un excés de captures amb destinació al comerç de peixos ornamentals, però no n'hi ha gaire informació.

## Observacions
És inofensiu per als humans.